# Плейстоценові відклади ґрунтів
«Плейстоценові відклади ґрунтів» — геологічна пам'ятка природи місцевого значення в Україні. Пам'ятка природи розташована на території Тернопільського району Тернопільської області, м. Збараж, вул. Грушевського, північна околиця, глиняний кар'єр .
Площа — 0,10 га, статус отриманий у 1983 році.